# 183 km (obwód archangielski)
183 km, także Pierwomajskij (ros. 183 км, Первомайский) – przystanek kolejowy w miejscowości Małoszujka, w rejonie oneskim, w obwodzie archangielskim, w Rosji. Położony jest na linii Biełomorsk – Obozierskij.